# Private Dancer (песня)
«Private Dancer» (с англ. — «Приватная танцовщица») — песня, записанная американской певицей Тиной Тёрнер. Изначально записана британской рок-группой Dire Straits, она была написана вокалистом группы Марком Нопфлером и спродюсирована Джоном Картером для одноимённого студийного альбома Тёрнер. Выпущенный как пятый сингл альбома, трек достиг седьмого места в американском чарте Billboard Hot 100 и третьего места в Hot R&B Songs.
Музыкальное видео с хореографией Арлина Филлипса было снято режиссёром Брайаном Грантом в лондонском танцевальном зале «Rivoli». В нём Тина изображена как танцовщица, которая перемещается от одного партнёра к другому. Также иногда песня интерпретируется как песня, исполняемая стриптизёршей.

## Чарты

### Недельные чарты
| Чарт (1984–1985)                      | Пиковая позиция |
| ------------------------------------- | --------------- |
| Австралия (Kent Music Report)         | 21              |
| Бельгия/Фландрия (Ultratop 50)        | 5               |
| Канада (RPM Top Singles)              | 11              |
| Финляндия (Suomen virallinen lista)   | 11              |
| Германия (Official German Charts)     | 20              |
| Ирландия (IRMA)                       | 14              |
| Нидерланды (Single Top 100)           | 4               |
| Новая Зеландия (Recorded Music NZ)    | 5               |
| Испания (PROMUSICAE)                  | 6               |
| Великобритания (OCC UK Singles)       | 26              |
| США (Billboard Hot 100)               | 7               |
| США (Billboard Adult Contemporary)    | 30              |
| США (Billboard Hot R&B/Hip-Hop Songs) | 3               |

### Годовые чарты
| Чарт (1984)                           | Пиковая позиция |
| ------------------------------------- | --------------- |
| Бельгия (Ultratop 50 Flanders)        | 74              |
| Нидерланды (Single Top 100)           | 24              |
| Чарт (1985)                           | Пиковая позиция |
| США (Billboard Hot 100)               | 93              |
| США (Billboard Hot R&B/Hip-Hop Songs) | 39              |